# Borsele
Borsele est une commune des Pays-Bas, dans la province de Zélande, sur la presqu'île de Beveland-du-Sud. Elle comptait 22 533 habitants en 2008. Le nom de la commune s'écrit avec un seul « s » : il ne faut pas la confondre avec la localité de Borssele qui s'écrit avec deux « s » et qui fait partie de la commune de Borsele.

## Histoire
La commune a été créée en 1970 à la suite de la fusion des communes de Baarland, Borssele, Driewegen, Ellewoutsdijk, 's-Gravenpolder, 's-Heer Abtskerke, 's-Heerenhoek, Heinkenszand, Hoedekenskerke, Nisse, Oudelande et Ovezande. Lewedorp et Nieuwdorp faisaient partie de l'ancienne commune de 's-Heer Arendskerke, tandis que Kwadendamme dépendait de Hoedekenskerke.

## Géographie
La commune comprend les localités suivantes :
| - Baarland - Borssele - Driewegen - Ellewoutsdijk - 's-Gravenpolder | - 's-Heer Abtskerke - 's-Heerenhoek - Heinkenszand (où est située l'administration communale) - Hoedekenskerke - Kwadendamme | - Lewedorp - Nieuwdorp - Nisse - Oudelande - Ovezande |

## Voie de communication
Depuis mars 2003, le tunnel de l'Escaut occidental relie Ellewoutsdijk à Terneuzen.

## Personnalités
- Hans Warren, écrivain, né à Borssele en 1921 et décédé à Goes en 2001 ;
- Cees Priem, coureur cycliste né en 1950 à Ovezande ;
- Jan Raas, coureur cycliste, né en 1952 à Heinkenszand.